# Pierre Chayriguès
Pierre Chayriguès (Parigi, 2 maggio 1892 – Levallois-Perret, 19 marzo 1965) è stato un allenatore di calcio e calciatore francese, di ruolo portiere.

## Carriera
Con la nazionale francese prese parte ai Giochi Olimpici del 1924.

## Palmarès

### Club

#### Competizioni nazionali
- Coppa di Francia: 3

Red Star: 1920-1921, 1921-1922, 1922-1923